# Thomisus laglaizei
Thomisus laglaizei es una especie de araña cangrejo del género Thomisus, familia Thomisidae. Fue descrita científicamente por Simon en 1877.

## Distribución
Esta especie se encuentra en Birmania, Filipinas e Indonesia (Java, Sumatra).